# Wehringen
Wehringen – miejscowość i gmina w Niemczech, w kraju związkowym Bawaria, w rejencji Szwabia, w regionie Augsburg, w powiecie Augsburg. Leży około 15 km na południe od Augsburga, nad rzeką Singold, przy linii kolejowej Lindau (Bodensee) - Augsburg.

## Polityka
Wójtem gminy jest Manfred Nerlinger, poprzednio urząd ten obejmował Johann Merk, rada gminy składa się z 14 osób.
|      | CSU | SPD | FW | Razem |
| 2008 | 7   | 3   | 4  | 14    |
| 2002 | 6   | 3   | 5  | 14    |